# Томас Геєр
То́мас Ге́єр (англ. Thomas Hare; 28 березня 1806 — 6 травня 1891) — британський юрист, автор реформи виборчої системи. Вивчав право і був допущений до адвокатської практики в 1833. У 1853 його призначено інспектором благодійних закладів, пізніше спеціальним повіреним Королівської міської комісії благодійних закладів, про яку видав кілька книг. Був членом Консервативної партії. Відійшов від публічного життя 1846 р.
У «Трактаті про вибори депутатів» Геєр вперше запропонував схему математичного обрахунку кількості голосів необхідних для отримання депутатського мандату. У політичній теорії ця ідея відома як виборча квота — одиниця представництва, що визначається підрахунком середнього арифметичного між загальною кількістю виборців, що взяли участь у голосуванні та кількістю місць у парламенті.

## Праці
- Механізм представницького врядування (1857)
- Трактат про вибори депутатів (1859)
- Вибори депутатів (1865)